# 10355 Kojiroharada
10355 Kojiroharada eller 1993 EQ är en asteroid i huvudbältet som upptäcktes den 15 mars 1993 av de båda japanska astronomerna Kazuro Watanabe och Kin Endate vid Kitami-observatoriet. Den är uppkallad efter Kojiro Harada.
Asteroiden har en diameter på ungefär 4 kilometer och den tillhör asteroidgruppen Vesta.